# Bodil (filmprijs)
De Bodil is de grootste Deense filmprijs, en tevens een van de oudste Europese filmprijzen. De prijs wordt sinds 1948 jaarlijks uitgereikt door de organisatie Filmedarbejderforeningen, tijdens een ceremonie in het Imperialtheater in Kopenhagen. 
De Bodil wordt uitgereikt zonder te letten op het commerciële succes van de films, daar de prijs vooral bedoeld is om de films en acteurs die volgens critici de aandacht het meest verdienen, in de schijnwerper te zetten. 
De naam van de prijs is een referentie naar twee actrices uit de Deense filmwereld: Bodil Kjer en Bodil Ipsen. De prijs is gemaakt van porselein, en is ontworpen door Ebbe Sadolin en Svend Jespersen.

## Categorieën
De Bodil wordt in de volgende categorieën uitgereikt:
- Beste Deense film (Bedste danske film)
- Beste hoofdrol (Bedste hovedrolle)
- Beste bijrol (Bedste birolle)
- Beste ensemble (Bedste ensemble)
- Beste Engelstalige film (Bedste engelsksprogede film)
- Beste niet-Engelstalige film (Bedste ikke-engelsksprogede film)
- Beste documentaire of korte film (Bedste dokumentar/kortfilm)
- Beste camerawerk (Bedste fotograf)
- Beste scenario (Bedste manuskript)

Verder bestaan er nog speciale categorieën
- Ere-Bodil (Æres-Bodil)
- Speciale Bodil (Sær-Bodil)
- Henning Bahs-prijs (Henning Bahs Prisen)
- Beste jong talent (Talent-prisen)

Voormalige categorieën
- Beste Europese film (van 1961 tot 2000)
- Beste niet-Europese film (van 1961 tot 2000)
- Beste Amerikaanse film (van 1948 tot 1960 en van 2001 tot 2023)
- Beste niet-Amerikaanse film (van 1948 tot 1960 en van 2001 tot 2023)
- Beste mannelijke hoofdrol (van 1948 tot 2024)
- Beste vrouwelijke hoofdrol (van 1948 tot 2024)
- Beste mannelijke bijrol (van 1948 tot 2024)
- Beste vrouwelijke bijrol (van 1948 tot 2024)